# Ludność Mielca

## Ludność

### Ludność ogółem[1]
- XVI – 800
- 1662 – 460   (po "potopie" szwedzkim)
- 1777 – 2200
- 1799 – 2950
- 1807 – 3030
- 1853 – 3500
- 1871 – 4244
- 1878 – 4177
- 1895 – 4733
- 1901 – 4980
- 1913 – 6135
- 1921 – 8500
- 1937 – 9500
- 1939 – 12 500
- 1946 – 8 271  (spis powszechny)
- 1950 – 9 205  (spis powszechny)
- 1955 – 18 972
- 1960 – 22 132  (spis powszechny)
- 1961 – 22 900
- 1962 – 23 500
- 1963 – 24 100
- 1964 – 24 700
- 1965 – 25 028
- 1966 – 25 600
- 1967 – 26 600
- 1968 – 27 000
- 1969 – 27 300
- 1970 – 27 000  (spis powszechny)
- 1971 – 27 700
- 1972 – 28 400
- 1973 – 34 100  (przyłączono Cyrankę[2])[3]
- 1974 – 34 913
- 1975 – 36 511
- 1976 – 37 900
- 1977 – 39 500
- 1978 – 39 800  (spis powszechny)
- 1979 – 41 300
- 1980 – 43 143
- 1981 – 44 310
- 1982 – 45 776
- 1983 – 47 356
- 1984 – 48 659
- 1985 – 54 450  (przyłączono osiedle Mościskie, Smoczkę, Wojsław[4], spis powszechny)[5]
- 1986 – 55 648
- 1987 – 56 873
- 1988 – 58 687  (spis powszechny)
- 1989 – 60 286
- 1990 – 61 847
- 1991 – 63 322
- 1992 – 63 661
- 1993 – 64 128
- 1994 – 64 302
- 1995 – 64 304
- 1996 – 64 370
- 1997 – 64 360
- 1998 – 64 450
- 1999 – 64 455
- 2000 – 64 246
- 2001 – 64 153
- 2002 – 61 464  (spis powszechny)
- 2003 – 61 335
- 2004 – 61 288
- 2005 – 61 241
- 2006 – 61 116
- 2007 – 61 005
- 2008 – 60 983
- 2009 – 60 799
- 2010 – 60 743
- 2011 – 61 479  (spis powszechny)
- 2012 – 61 238
- 2013 – 61 096
- 2014 – 60 827
- 2015 – 60 644
- 2016 – 60 504
- 2017 – 60 628
- 2018 – 60 478
- 2019 – 60 323
- 2020 – 60 075
- 2021 – 59 509  (spis powszechny)

### Ludność według płci i grup wieku w 2010
| Wiek   | Mężczyźni     | Kobiety       | Ogółem |
| ------ | ------------- | ------------- | ------ |
| 0–4    | 1571          | 1563          | 3134   |
| 5–9    | 1382          | 1290          | 2672   |
| 10–14  | 1513          | 1389          | 2902   |
| 15–19  | 1978          | 1875          | 3853   |
| 20–24  | 2523          | 2536          | 5059   |
| 25–29  | 2898          | 2703          | 5601   |
| 30–34  | 2443          | 2410          | 4853   |
| 35–39  | 1940          | 1857          | 3797   |
| 40–44  | 1661          | 1787          | 3448   |
| 45–49  | 1960          | 2185          | 4145   |
| 50–54  | 2303          | 2671          | 4974   |
| 55–59  | 2273          | 2573          | 4846   |
| 60–64  | 1641          | 1886          | 3527   |
| 65–69  | 838           | 1097          | 1935   |
| 70–74  | 892           | 1301          | 2193   |
| 75–79  | 765           | 1215          | 1980   |
| 80–84  | 517           | 742           | 1259   |
| 85+    | 161           | 404           | 565    |
| Ogółem | 29259 (48,2%) | 31484 (51,8%) | 60743  |

### Mniejszość etniczna Romów
Mielec jest jednym z głównych siedlisk Romów w Polsce.
| Rok  | Romowie |
| ---- | ------- |
| 1994 | ok. 600 |
| 1999 | ok. 550 |
| 2003 | ok. 550 |
| 2007 | ok. 600 |
| 2011 | ok. 550 |

### Mniejszość narodowa Żydów
Pierwsza wzmianka o rodzinie żydowskiej zamieszkałej w Mielcu datowana jest na rok 1573.  Likwidacja oraz wywózka ludności tutejszego getta miały miejsce w dniach 9–17 marca 1942 roku.  Wiadomo o ponad 300 Żydach mieleckich, którzy zdołali się uratować przed Holokaustem.  Dalszy ubytek ludności związany był m.in. z pogromem, do którego doszło 25 października 1946.
| Rok  | Żydzi |
| ---- | ----- |
| 1662 | 20    |
| 1674 | 95    |
| 1765 | 914   |
| 1799 | 1008  |
| 1854 | 2600  |
| 1882 | 2731  |
| 1905 | 4017  |
| 1939 | 5420  |
| 1944 | 183   |
| 1945 | 106   |
| 1947 | 20    |

## Powierzchnia
- 1995–2005: 47,36 km²
- 2006–2011: 46,89 km²